# Aurigo
Aurigo (im Ligurischen: Auìgu) ist eine norditalienische Gemeinde mit 328 Einwohnern (Stand 31. Dezember 2023) in der Region Ligurien. Politisch gehört sie zu der Provinz Imperia.

## Geographie
Aurigo liegt im Valle del Maro, am Unterlauf des Flusses Impero. Das Dorf befindet sich auf einer Höhe von 431 m über dem Meeresniveau an den Hängen des Monte Guardiabella (1218 m). Der Name Aurigo ist auf das lateinische apricus zurückzuführen, was „sonnenbeschienen“ bedeutet und auf die exponierte und helle Lage der Gemeinde hinweist. Aurigo gehört zu der Comunità Montana dell’Olivo und ist circa 20 km von der Provinzhauptstadt Imperia entfernt.
Nach der italienischen Klassifizierung bezüglich seismischer Aktivität wurde die Gemeinde der Zone 3 zugeordnet. Das bedeutet, dass sich Aurigo in einer seismisch wenig aktiven Zone befindet.

## Klima
Die Gemeinde wird unter Klimakategorie E klassifiziert, da die Gradtagzahl einen Wert von 2.170 besitzt. Das heißt, die in Italien gesetzlich geregelte Heizperiode liegt zwischen dem 15. Oktober und dem 15. April für jeweils 14 Stunden pro Tag.

## Einzelnachweise

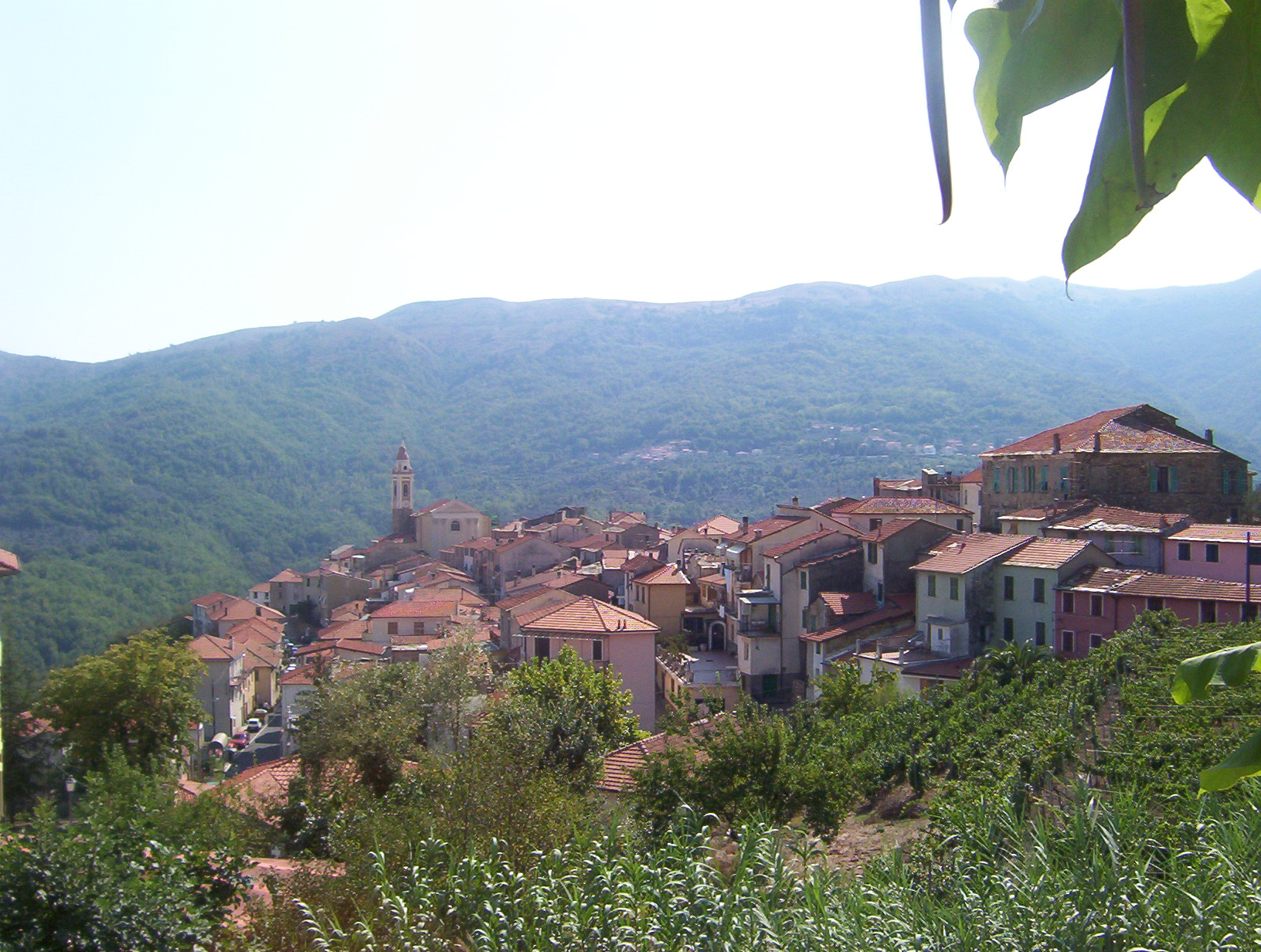
Panorama